# Tomasz Dudziński
Tomasz Mirosław Dudziński (ur. 1 lutego 1973 w Parczewie) – polski polityk, prawnik, poseł na Sejm V i VI kadencji.

## Życiorys
Syn Jerzego i Kazimiery Dudzińskich. Ukończył studia na Wydziale Prawa i Administracji Uniwersytetu Warszawskiego, magister prawa. Pracował w prywatnej spółce, od 2001 był związany z Prawem i Sprawiedliwością. W latach 2002–2005 był radnym dzielnicy Śródmieście m.st. Warszawy. W 2005 był pełnomocnikiem wyborczym komitety wyborczego Lecha Kaczyńskiego w wyborach prezydenckich.
W 2005 z listy PiS został wybrany na posła V kadencji w okręgu chełmskim liczbą 14 892 głosów. W wyborach parlamentarnych w 2007 po raz drugi uzyskał mandat poselski, otrzymując 21 692 głosy. W 2009 bez powodzenia kandydował do Parlamentu Europejskiego. W listopadzie 2010 wystąpił z Prawa i Sprawiedliwości i przystąpił do nowo utworzonego klubu parlamentarnego stowarzyszenia Polska Jest Najważniejsza (a następnie do partii o tej nazwie). W 2011 nie uzyskał reelekcji w wyborach parlamentarnych i wycofał się z działalności politycznej.